# Помонте (Перуђа)
Помонте је насеље у Италији у округу Перуђа, региону Умбрија.
Према процени из 2011. у насељу је живело 61 становника. Насеље се налази на надморској висини од 428 м.